# Haruna Hosoya
Haruna Hosoya –en japonés, 細谷はるな, Hosoya Haruna– (Kawanishi, 23 de abril de 1973) es una deportista japonesa que compitió en triatlón. Ganó cuatro medallas en el Campeonato Asiático de Triatlón entre los años 1997 y 2000.

## Palmarés internacional
| Campeonato Asiático | Campeonato Asiático        | Campeonato Asiático | Campeonato Asiático |
| Año                 | Lugar                      | Medalla             | Prueba              |
| ------------------- | -------------------------- | ------------------- | ------------------- |
| 1997                | Bahía de Súbic (Filipinas) | Medalla de plata    | Individual          |
| 1998                | Changi (Singapur)          | Medalla de oro      | Individual          |
| 1999                | Sokcho (Corea del Sur)     | Medalla de plata    | Individual          |
| 2000                | Gamagori (Japón)           | Medalla de oro      | Individual          |